# Marconi Caldas
Marconi Tácito Felix Caldas, mais conhecido como Marconi Caldas, (São Luís, 6 de setembro de 1945 — São Luís, 21 de maio de 2010), foi um advogado, poeta e político brasileiro, outrora deputado estadual pelo Maranhão.

## Dados biográficos
Filho de Tácito da Silveira Caldas e Violeta Félix Caldas. Eleito deputado estadual pela ARENA em 1966, 1970 e 1974 e 1978, seguiu rumo ao PDS quando o pluripartidarismo foi restaurado em 1980. Eleito segundo vice-presidente da Assembleia Legislativa do Maranhão no ano seguinte, exerceu a presidência da casa devido à conjuntura política da época, renovando o mandato de deputado estadual em 1982. Delegado da Assembleia Legislativa, votou em Tancredo Neves no Colégio Eleitoral em 1985. Candidato a deputado federal pelo PFL em 1986 e a deputado estadual em 1990, não conseguiu se eleger.
Foi autor do projeto que resultou na criação do município de Açailândia, algo efetivado quando o governador João Castelo sancionou a Lei Estadual n.º 4.295, de 6 de junho de 1981.